# Cross Sportswear
Cross Sportswear  är ett sportklädesmärke som ägs av företaget Cross Sportswear Intl. AB med huvudkontor i Stockholm. Cross säljer högfunktionella sport- och fritidskläder, främst inom skidsport och golf.
Företaget grundades 1986 och dess varor säljs idag i 18 länder.